# Gillian Wearing
Gillian Wearing   (Birmingham, 10 de desembre de 1963) és una artista conceptual que s'expressa mitjançant la fotografia documental, el vídeoart i la performance. Va formar part dels Young British Artists (YBA), un grup d'artistes contemporanis sorgits del Goldsmith College de la Universitat de Londres, que van aconseguir reconeixement internacional per unes obres que resultaren sorprenents i fins i tot escandaloses. L'obra de Wearing explora les diferències entre la vida pública i privada, l'individu i la societat, l'escopofília i l'exhibicionisme, i la ficció i la realitat.

## Biografia
Nascuda a Birmingham l'any 1963, Gillian Wearing va ser una estudiant mediocre que no va aconseguir el títol de secundària. Quan tenia disset anys, va decidir marxar a Londres amb una amiga perruquera perquè no trobaven feina. Les seves primeres feines van ser administratives. No va ser fins que va complir vint anys que es va començar a interessar per l'art, quan va entrar a treballar a un estudi d'animació al Soho's Golden Square. Allà li van suggerir l'escola d'art. Sorprenentment va ser admesa per a fer un curs bàsic al Chelsea College of Art and Design, d'on va saltar al Goldsmiths Gollege, un institut constituent de la Universitat de Londres especialitzat en l'ensenyament i la investigació de disciplines creatives, culturals i cognitives. Allà, va tenir la sort de formar part de la generació Saatchi and Sensation i del grup denominat YBA. Es va graduar en Belles Arts (BFA) l'any 1990.
L'espai City Racing de Londres va acollir la seva primera exposició individual l'any 1993.
L'any 2010 es va casar amb el també artista sorgit del YBA, Michael Landy. Comparteixen un estudi a l'East London on viuen i treballen.

## Influències
Wearing defineix el seu mètode de treball com "edició de la vida" (editing life) i ha reconegut influències de sèries documentals de televisió com Seven Up! (1964) o The Family (1974).
Seven Up! és una sèrie documental dirigida per Michael Apted i produïda per Granada TV. Aquesta sèrie ha seguit la vida de catorze nens britànics des de 1964, quan tenien set anys. Fins ara, el documental ha tingut vuit episodis que abasten 49 anys (un episodi cada set anys). Els nens van ser seleccionats per representar tot el ventall d'orígens socioeconòmics de la Gran Bretanya en aquell moment, amb la hipòtesi explícita que la classe social de cada nen predeterminaria el seu futur.
La seva obra també s'ha vist influïda pels treballs del sociòleg Erving Goffmann, autor de The Presentation of Self in Everyday Life, on detalla les personalitats que es tenen en públic i en la intimitat.
D'altra banda, Wearing explora i amplia les tradicions del retrat fotogràfic iniciades per August Sander, Walker Evans i Diane Arbus.

## Anàlisi i Obres Principals
L'obra de Wearing versa sobre la condició humana i s'extrapola a la idea de la col·lectivitat, a aquella societat nostra formada per un gegantí puzle d'infinites peces. L'artista vol descobrir de quina pasta estan fets els homes. En les seves fotografies i vídeos, Wearing enregistra les confessions i interaccions amb la gent corrent de la qual es fa amiga a través de trobades casuals. S'observa un impuls periodístic a tota la seva obra. En certa manera, la seva carrera sembla molt una sèrie de brillants estratègies per comunicar una vida interna.

### 1992-1993 - Signs that say what you want them to say and not signs that say what someone else wants you to say
Exposició fotogràfica. L'artista parava persones al carrer i els demanava que escrivissin quelcom en un full. En molts casos, els missatges escrits mostraven testimonis esglaiadors relacionats amb les més profundes intimitats, com el jove home de negocis que afirmava: “Estic desesperat!”

### 1994 - Confess All on Video. No et preocupis, aniràs disfressat. Intrigat? Truca a la Gillian
Vídeocreació. Wearing va posar un anunci a Time Out convidant gent corrent a un estudi, els protegia amb una disfressa o una màscara i els demanava que confessin lliurement els seus secrets més obscurs davant una càmera.

### Dancing in Peckham
Un vídeo mut en color, en el qual la mateixa Wearing experimenta ballant lliurement al mig d'un centre comercial –sense música- durant vint-i-cinc minuts i revisa les reaccions de la gent que passa.

### 1996 - 60 Minute Silence
Vídeo de 60 minuts que qüestiona la condició efímera del poder social (la policia). Mitjançant una presa fixa radical, els rostres dels policies es van ruboritzant progressivament per incidir en la seva debilitat i posar així en dubte el poder de l'autoritat civil.

### 1997 - 2 in 1
Videocreació. Wearing posa de manifest una esglaiadora crueltat quan dos bessons parlan de la seva mare i la mare parla dels seus bessons, on s'han intercanviat els doblatges.

### 1999 - Drunk
Vídeo de vint-i-tres minuts en blanc i negre. Wearing va convidar un grup d'alcohòlics dels carrers de Londres al seu estudi durant un període de dos anys. Els va conèixer i va enregistrar les seves pallassades davant una paret blanca. En els seus deliris d'ebrietat, els subjectes expressaven tendresa i violència, bufonades, necessitats emocionals i físiques.

### 2001 - Broad Street
Vídeo en color de 40 minuts que analitza les situacions que es produeixen en un club nocturn de Birmingham amb l'objectiu d'estudiar les formes en què els individus actuen per destacar de la resta.

### 2003 - Album
Retrats del seu àlbum familiar on tots els personatges són recreats per la mateixa Wearing caracteritzada amb màscares que imiten els seus familiars: mare, pare, germà...

### 2005 - Snapshot
Sèrie de 7 vídeos d'una sola projecció emmarcats per un conjunt de pantalles de plasma de color caramel, en la que cada una representa diferents etapes del cicle de la vida de la dona, des de la innocència de la infantesa fins a la vellesa.

### 2005-2011- People
Exhibició de treballs que van des del vídeo i el retrat fotogràfic, fins al muntatge i l'escultura; va ser presentat a la Galeria de Tanya Bonakdar.

### 2006 - Family History
Vídeo-instal·lació. Juxtaposa imatges de la sèrie documental en viu de la BBC de 1974, Family, amb una entrevista amb un membre del repartiment, Heather Wilkins, i escenes en les quals una jove actriu interpreta Gillian Wearing com una nena que reacciona al programa.

### 2014 - A Real Birmingham Family
Treball d'escultura en bronze sobre un model autèntic de família. Per a la seva realització es va fer un càsting entre famílies de Birmingham i un jurat independent en va fer la selecció. Va guanyar la família Jones, dues germanes mares solteres.

## Premis i reconeixements
- Premi Turner 1997
- Orde de l'Imperi Britànic per Serveis a l'Art (OBE) 2011
- Vincent Awards, finalista 2014[9]

## Exposicions individuals[10]

### 2014
- Regen Projects, Los Angeles, USA
- Rose Video 05, The Rose Art Museum of Brandeis University, Waltham, USA
- Maureen Paley, Londres, UK
- A Real Birmingham Family, Centenary Square, Library of Birmingham. Birmingham, UK
- We Are Here, The New Art Gallery Walsall, Walsall, UK

### 2013
- Museum Brandhorst, Múnic, Alemanya
- People: Selected Parkett Artists' Editions from 1984-2013, Parkett Space, Zürich, Suïssa
- The Apartment, Vancouver, Canadà

### 2012
- Whitechapel Gallery, London, touring to K20, Kunstsammlung Nordrhein-Westfalen, Düsseldorf and Pinakothek der Moderne, Museum Brandhorst, Múnic, Alemanya
- A Real Birmingham Family, Central Library, Birmingham and HomeSense, The Fort Shopping Park, Birmingham, UK

### 2011
- People, Tanya Bonakdar Gallery, Nova York, UK
- A Real Birmingham Family, Ikon Gallery, Birmingham, UK

### 2009
- Confessions: Portraits, videos, Musée Rodin, Paris

### 2008
- Regen Projects, Los Angeles

### 2007
- Family Monument, Galleria Civica di Arte Contemporanea, Trento
- Elsewhere? Galleria Emi Fontana, Milan

### 2006
- Living Proof, ACCA, Australian Centre for Contemporany Art, Melbourne
- Family History, junt amb el Film and Video Umbrella, touring exhibition: The Forbury Hotel Apartments, Reading; Ikon, Birmingham
- Family History, Maureen Paley, Londres

### 2005
- Snapshot, Bloomberg Space, Londres
- Outreach Award, Rendontres d'Arles Festival, Arles, França

### 2004
- Frans Hals Museum, Haarlem, Holanda
- Album, Regen Projects, Los Angeles
- Kiasma/Museum of Contemporary Art, Helsinki

### 2003
- Album, Gorney Bravin+Lee, Nova York
- Album, Maureen Paley Interim Art, Londres
- Mass Observation, ICA Philadelphia
- Mass Observation, Musée D'Art Contemporain de Montréal

### 2002
- Mass Observatio, museum of Contemporany Art, Chicago
- A Trilogy, Vancouver Art Gallery, Vancouver
- Kunsthaus Glarus, Glarus, Suïssa

### 2001
- Angel Row Gallery, Nottingham
- Centro Galego de Arte Contemporáneo, Santiago, Espanya
- Unspoken, Kunstverein München, Alemanya
- Museo do Chiado, Lisboa
- Sous Influence, Musée d'Art Moderne de la Ville de Paris, Paris
- Sala d'Exposicions de la Fundació "La Caixa", Madrid
- Bluecoat Gallery, Liverpool

### 2000
- Regen Projects, Los Angeles
- Serpentine Gallery, Londres
- Gorney Bravin+Lee, Nova York

### 1999
- A Woman Called Theresa, Ophiuchus Collection, The Hydra Workshop, Hydra, Grècia
- Galerie Anne de Villepoix, Paris
- Drunk, De Vleeshal, Middleburg, Holanda
- Maureen Paley Interim Art, Londes

### 1998
- Spacex Gallery, Exeter, UK
- Gallery Koyanagi, Tokyo, Japó
- Centre d'Art Contemporain, Geneve, Suïssa

### 1997
- Galerie Drantmann, Brussels, Bèlgica
- Jay Gorney Modern Art, Nova York
- Wiener Secession, Viena, Àustria
- 10-16, Chisenhale Gallery, Londres
- Kunsthaus Zürich, Suïssa
- Emi Fontana, Milan, Itàlia

### 1996
- Wish you Were Here (Video Evenings a De Appel), Àmsterdam
- Le Consortium, Dijon, França
- Gillian Wearing, City Projects - Praga, Part II
- The British Council, Praga
- Valentina Moncada, Roma
- Maureen Paley Interim Art, Londres

### 1995
- Western Security, Hayward Gallery, Londres

### 1994
- Maureen Paley Interim Art, Londres

### 1993
- City Racing, Londres